# Cophogryllus kuhlgatzi
Cophogryllus kuhlgatzi is een rechtvleugelig insect uit de familie krekels (Gryllidae). De wetenschappelijke naam van deze soort is voor het eerst geldig gepubliceerd in 1908 door Karny.